# 布鲁塞尔第二城墙

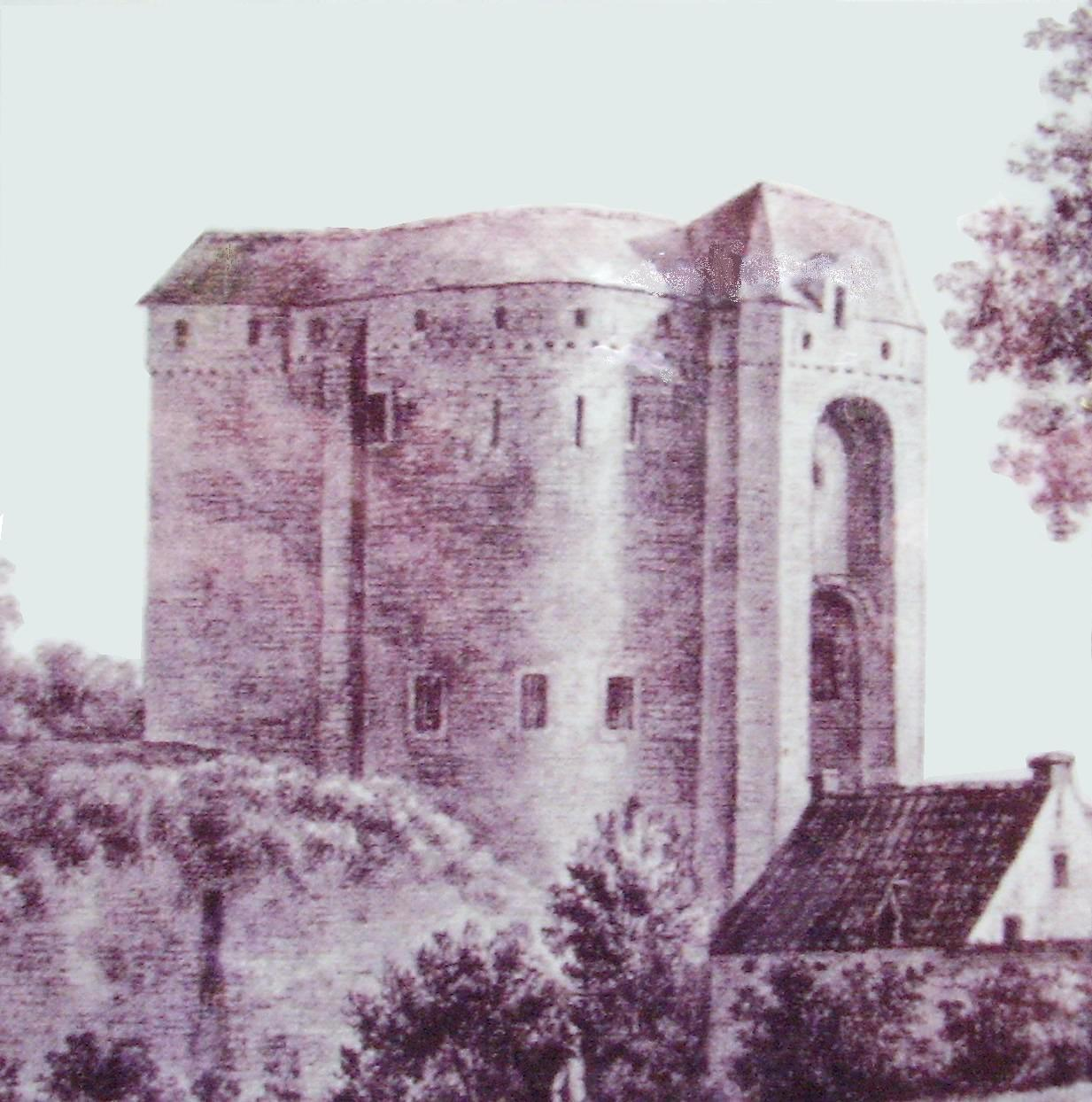
1612年的哈勒门

50°49′59″N 4°20′42″E / 50.833°N 4.345°E
布鲁塞尔第二城墙（荷蘭語：tweede stadsomwalling）是于1356－1383年在比利时布鲁塞尔城周围兴建的一系列堡垒，如今其遗迹仍可见，大多因为小环 (布鲁塞尔)——一系列布鲁塞尔市中心道路环绕着历史上的城市中心——循其原线。哈勒门是遗迹中最大的一处。

## 防御之进化
16世纪，有7座城门，每座均以所在道路或是所通方向命名：拉肯门（得名于拉肯街）、佛兰德门（得名于佛兰德街）、安德莱赫特门（得名于安德莱赫特街）、哈勒门（得名于哈勒）、那慕尔门（得名于那慕爾）、鲁汶门（得名于鲁汶街）以及斯哈尔贝克门（得名于斯哈尔贝克）。第8座于1561年建立，即河岸门，被设计来控制自新建的维勒布鲁克运河出入布鲁塞尔港。